# Niño de la espina (Zurbarán)
Niño de la espina es el tema de un cuadro de Francisco de Zurbarán, seguramente procedente de la Cartuja de las Cuevas, en Sevilla. Este lienzo tiene la referencia 210 en el catálogo razonado y crítico realizado por Odile Delenda, historiadora del arte especializada en este pintor.

## Introducción
La figura del Niño Jesús en esta pintura podría ser una copia de la que aparece en las versiones de La casa de Nazaret. Ceán Bermúdez reseñó en 1800, en una estancia de la Cartuja de las Cuevas, un «Niño Dios extruxándose la sangre de un dedo que se punzó tejiendo una corona de espinas», pero no existen pruebas concluyentes de que se trate del presente lienzo.

## Tema de la obra
Las referencias a la infancia de Cristo en los evangelios canónicos se limitan a Mt 2 y a Lc 2. Según Francisco López Estrada, los lienzos de Zurbarán que tratan este tema están inspirados en la Vita Christi, escrita por Ludolfo de Sajonia, cuya traducción por Ambrosio Montesino fue publicada en Sevilla en 1537. También según el mismo autor, estas obras reflejan el interés que tenía la orden de los cartujos por la infancia de Jesús de Nazaret.

## Descripción de la obra

#### Datos técnicos y registrales
- Museo de Bellas Artes de Sevilla (Inv. n° 158);
- Pintura al óleo sobre lienzo, 128 x 85 cm;[5]
- Fecha de realización: ca. 1645-1650;
- Restaurado en 1988 por J. Rodríguez Rivero;
- Catalogado por Odile Delenda con el número 210.[6] y por Tiziana Frati con el 64.[7]

### Análisis de la obra
El Niño Jesús aparece sentado bajo una cortina rojo carmín, que recuerda la de la Visita de san Bruno al Papa Urbano II, y viste una larga túnica violeta. Está inclinado, curándose un dedo, después de jugar con la corona de espinas —símbolo de su futura Pasión— que reposa sobre su falda. El tono intimista de la escena se pierde en parte, ya que tiene lugar en un espacio clasicista —semicircular con hornacinas— basado en un grabado sobre las Bodas de Caná, obra de Cornelis Cort del año 1577. Sobre la mesa con el cajón entreabierto —signo de esperanza— Zurbarán representa un magnífico bodegón: un libro, un jilguero y un vaso transparente con rosas, claveles y lirios. Los fallos de perspectiva en la mesa, la torpeza en el dibujo de las manos, así como la rigidez de los pliegues del vestido, indican la participación del taller de Zurbarán en esta obra.

## Procedencia
1. Sevilla, Cartuja de Santa María de Las Cuevas (?);
2. Colección Aniceto Bravo, 1837 (?);
3. Colección Sánchez Pineda;
4. Colección Sánchez Ramos;
5. Entró al museo en 1981.[10]